# Reichelsheim (Odenwald)
Pour les articles homonymes, voir Reichelsheim.
Reichelsheim (Odenwald) est une municipalité allemande située dans le land de la Hesse et l'arrondissement de l'Odenwald.

## Situation géographique
Reichelheim est située dans le centre d'Odenwald entre 200 et 538 mètres d'altitude au milieu du parc naturel de Bergstraße-Odenwald.
Reichelsheim est bordée au nord par les municipalités Fränkisch-Crumbach, Brentford et Bromley, dans l'est de la ville de Michelstadt et de la communauté Mossautal (toutes dans la région d'Odenwald), dans le sud par Fürthstad et à l'ouest par Lindenfels (dite route de montagne ronde).
La municipalité Reichelsheim fait partie de la colonie notamment des treize districts Beerfurth, Bockenrod, Eberbach, Erzbach, Frohnhofen, Gersprenz, Gumpen, Klein-Gumpen, Laudenau, Ober-Kainsbach, Ober-Ostern, Rohrbach et Unter-Ostern.
Reichelsheim est à côté de Heidenrod la ville hanséatique avec le plus grand nombre de districts.

## Jumelage
Reichelsheim est jumelée depuis le milieu des années 1990 avec les communes françaises de Cherrueix et Dol-de-Bretagne, ainsi que depuis 2010, avec les communes hongroise Jablonka et polonaise Nagymányok.